# Camille Jordan (mathématicien)
Pour les articles homonymes, voir Jordan et Camille Jordan.
Marie Ennemond Camille Jordan, né le 5 janvier 1838 à Lyon, dans le quartier de la Croix-Rousse et mort le 21 janvier 1922 à Paris, est un mathématicien français, connu à la fois pour son travail fondamental dans la théorie des groupes et pour son influent Cours d'analyse.

## Biographie
Son père Esprit-Alexandre Jordan (1800-1888), polytechnicien (1818), fut député de Saône-et-Loire (1871-1876) et sa mère Joséphine était la sœur du peintre Pierre Puvis de Chavannes. Il étudia à l'École polytechnique (Promotion 1855). Il fut ingénieur au corps des mines puis plus tard, enseigna à l'École polytechnique et succéda à Joseph Liouville au Collège de France, où il avait une réputation de choix de notations excentriques.
Aujourd'hui on associe son nom à un certain nombre de résultats fondamentaux :
- le théorème de Jordan et la courbe de Jordan à laquelle ce théorème se réfère ;
- les lemmes de Jordan, utilisés en analyse complexe pour le calcul d'intégrales ;
- le théorème de Jordan (en) sur le groupe symétrique ;
- la forme normale de Jordan et la réduction de Jordan (parfois confondue avec les travaux de Wilhelm Jordan 1842-1899 à qui l'on doit la méthode du pivot ou d'élimination de Gauss-Jordan) ;
- le théorème de Jordan-Hölder, qui est un résultat fondamental sur les groupes finis et les séries de compositions ;
- le théorème de Jordan-Schur sur les sous-groupes des groupes linéaires complexes ;
- la mesure de Jordan, qui préfigure la théorie de la mesure ;
- l'inégalité de Jordan ;
- la fonction totient de Jordan, fonction multiplicative qui généralise l'indicatrice d'Euler.

C'est également lui qui a introduit la notion d'arc rectifiable, de fonction à variation bornée ou d'ensemble mesurable. Il a contribué à faire entrer la théorie de Galois dans le courant de pensée majoritaire. Il investigua aussi les groupes de Mathieu, premiers exemples de groupes sporadiques.
De sa sortie de l'école des Mines, en 1861, à 1885, il est ingénieur chargé de la surveillance des carrières de Paris.
En 1881, il est élu membre de l'Académie des sciences, qu'il présida en 1916.
Il est rédacteur en chef du Journal de mathématiques pures et appliquées de 1886 à 1920[lire en ligne].
En 1898, il fut, comme Charles Hermite, antidreyfusard.
En 1919, il devient membre étranger de la Royal Society.
L'université Lyon-I a donné son nom à un institut de recherche en mathématiques.
Il était le petit-neveu de l'homme politique Camille Jordan.

## Distinctions

### Décorations
Officier de la Légion d'honneur

## Publications
- Sur le nombre des valeurs des fonctions. Suivi de Sur les périodes des fonctions inverses des intégrales des différentielles algébriques, Paris, Mallet-Bachelier, 1860 (lire en ligne)
- Traité des substitutions et des équations algébriques, 1870. lire en ligne sur Gallica
- Cours d'analyse de l'École polytechnique, trois volumes publiés entre 1882 et 1887. Ce livre, réédité et entièrement rénové en 1893, marque en France la naissance de l'analyse moderne, basée sur les idées de Weierstrass.
Tome premier. Calcul différentiel. lire en ligne sur Gallica
Tome deuxième. Calcul intégral. lire en ligne sur Gallica
Tome troisième. Équations différentielles. lire en ligne sur Gallica